# Guringai
Die Guringai (auch Kuringai) waren ein Stamm der Aborigines, der seit Jahrtausenden auf dem Land zwischen der Broken Bay im Norden und dem Sydney Harbour im Süden lebte. Die Guringai haben das Gebiet nachweislich seit 7.400 Jahren besiedelt, in weiteren Quellen werden Zahlen bis zu 20.000 Jahren genannt.

## Geschichte
Als Jäger und Sammler ernährten sich die Guringai von der Jagd auf Säuge- und Meerestiere sowie vom Sammeln von Früchten und Wurzeln. In etwa 4 bis 5 Stunden Tätigkeit je Tag sorgten sie für ihre Ernährungsgrundlage und während der anderen Zeit pflegten sie ihre Kultur, die stark durch Zeremonien und Rituale gelebt wurde.
Als die First Fleet ankam, begannen die britischen Kolonisten auf ihrem angestammten Land zu siedeln und die Guringai wurden von ihrem ursprünglichen Stammesgebiet verdrängt. In weniger als einem Jahr war die Population der Aborigines im gesamten Sydneybecken von ursprünglich schätzungsweise 5.000 Aborigines auf die Hälfte dezimiert worden, vor allem durch die Pockenepidemie in Australien 1789. Die sich schnell entwickelnde Siedlerpopulation bedrohte ihre Fischgründe, da sie mit großen Netzen fischten, die Kängurus wurde durch Bejagen mit Schusswaffen dezimiert und Landnahme durch Einzäunung verdrängte sie letztendlich auch von ihren Wasserstellen. 

## Stammesgebiet

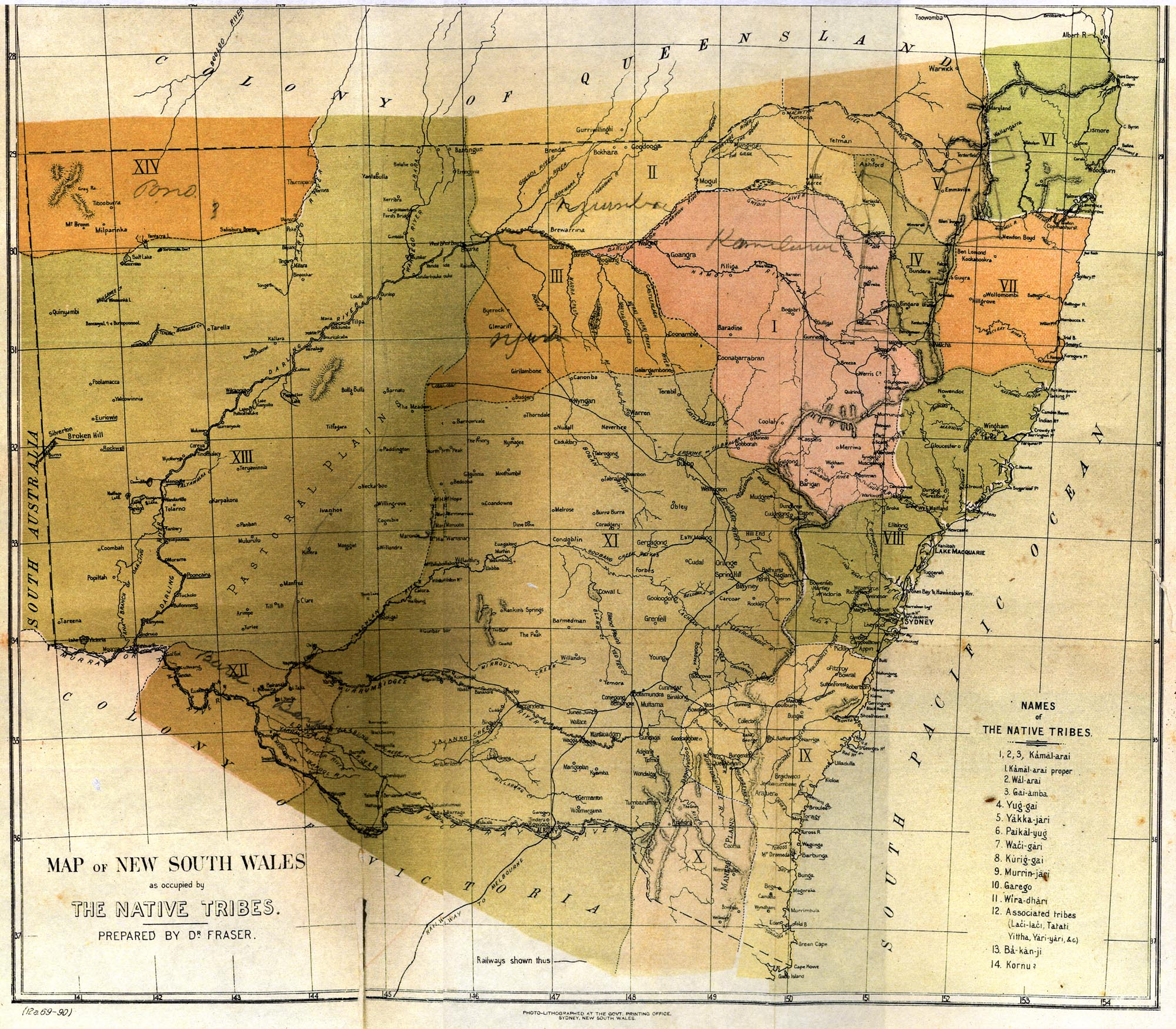
Landkarte nach Sprachen der Aborigines in New South Wales von John Fraser (1892)

John Fraser war der erste, der ein Gebiet in Australien im Jahr 1892 als das der Kuringgai definierte und abgrenzte. Die neuere Forschung unterteilt dieses weiter in die Stämme der Tharawal, Eora, Dharuk, Darkinjung, Awabakal, Worimi, Birpai, Ngamba und weitere.
Die Klans der Guringai waren die Garrigal, Cammeragal, Borregegal, Awaba, Walkeloa und weitere. Es wird geschätzt, dass sie 20 bis 30 Dialekte sprachen, neun sind heute sprachlich gesichert. Das heutige Gebiet des Ku-ring-gai-Chase-Nationalparks umfasst Teile des traditionellen Landes der Guringai, in dem zwei Klans lebten: die Garrigal um das Gebiet des West Head und die Terramerragal in Turramurra.
Nachkommen der Guringai leben heute noch in diesem Gebiet und 2001 fand das erste Guringai-Festival zur Erinnerung an die Guringai statt, das seit damals jährlich in der Zeit vom späten Mai bis Juli stattfindet. Das Festival führt Workshops, Kunstausstellungen, Vorführungen und Diskussionen durch und zeigt Filme.

## Artefakte

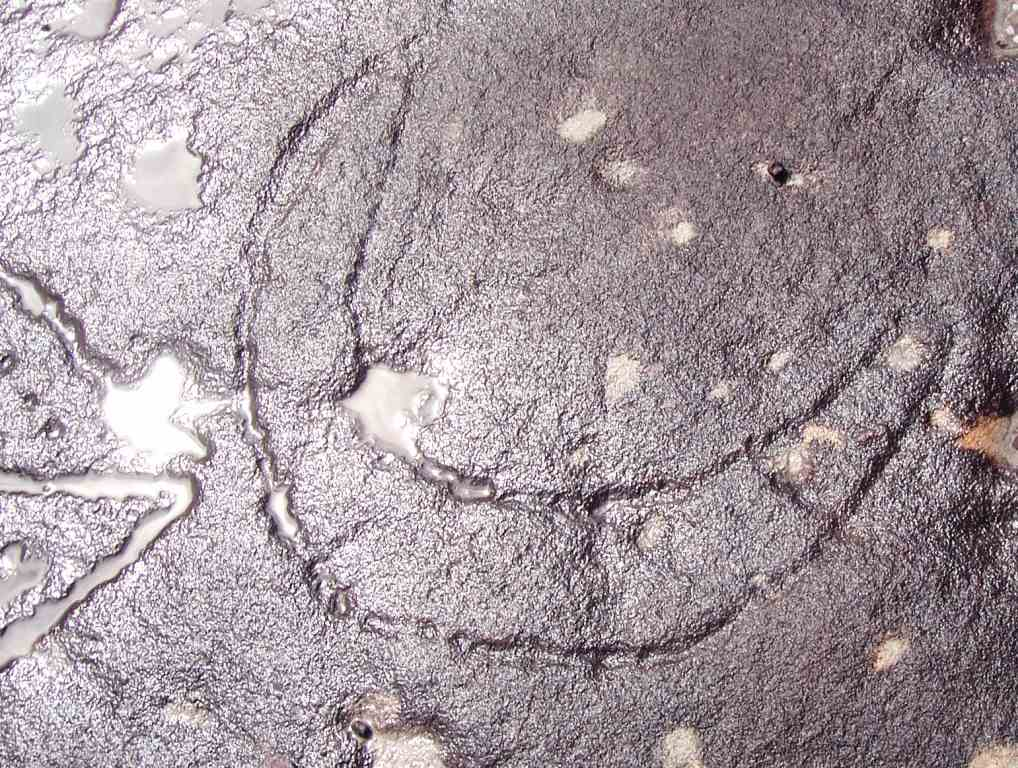
Petroglyph im Ku-ring-gai-Chase-Nationalpark

Signifikante Spuren des Lebens der Guringai befinden sich im Ku-ring-gai-Chase-Nationalpark. Mehr als 800 Artefakte sind auf dem Gelände des Nationalparks gesichert, darunter bedeutsamen Felszeichnungen, die Sydney-Felsgravuren, Beerdigungsstätten, Werkzeugspuren vom Anschleifen von Steinbeilen und Plätze, an denen die Aborigines lebten und Abfälle hinterließen.
Die Felszeichnungen auf den Sandsteinen in den Schluchten, an den Küstenlinien und in Höhlen zeigen Menschen und mythische Figuren, Tiere wie Wallabys, Fische, Reptilien, Vögel, Wale, Haie und auch Jagdwerkzeuge wie Bumerang, Speere und Schilde. Höhlenzeichnungen und -malerei befinden sich in den Felsen oder Abdrücke von Händen und Füßen, Boomerangs und Steinbeile. Schleifspuren von Steinbeilen können auf den Sandsteinböden, entlang der Bach- und Flussläufe, an Wasserfällen und Wasserlöchern gesehen werden. Zahlreiche Abfallgruben befinden sich in diesem Nationalpark, oft neben Höhlen, Felsüberhängen oder entlang der Wasserläufe, in denen die Aborigines fischten oder Muscheln sammelten. Die Gruben beinhalten meistens Muschelschalen, aber auch Werkzeuge und Knochen von Fischen, Säugetieren und Muscheln und manchmal auch menschliche Knochen.